# MIT Computer Science and Artificial Intelligence Laboratory
Das MIT Computer Science and Artificial Intelligence Laboratory (CSAIL) des Massachusetts Institute of Technology ist ein Forschungslabor für Informatik, das 2003 aus dem Zusammenschluss des Laboratory for Computer Science und des Artificial Intelligence Lab entstand. Es ist im Stata Center des MIT angesiedelt und das größte Department-übergreifende Forschungsinstitut des MIT.

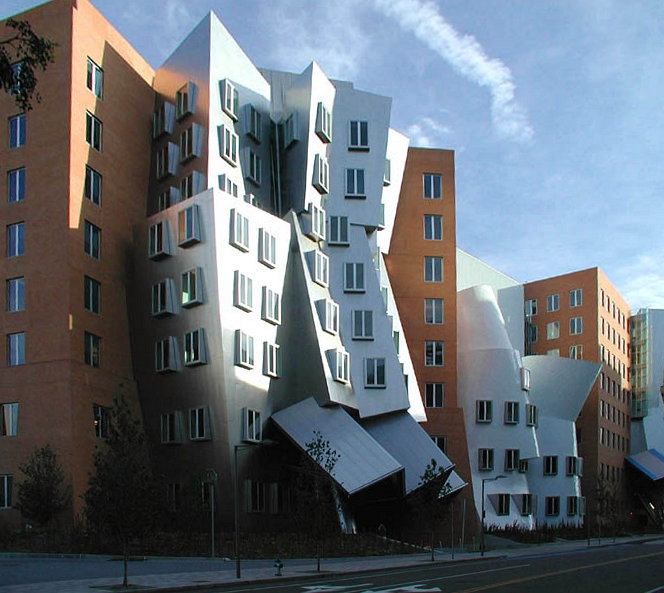
Stata Center

Es umfasst etwa 60 Forschungsgruppen (2011) in den Hauptgebieten Künstliche Intelligenz (AI, Artificial Intelligence), Systeme (zum Beispiel Datenbanken, Software Engineering, Computerarchitektur, Netzwerke) und Theorie.
Zu den Vorläufern zählt das Artificial Intelligence Lab, das seine Wurzeln im 1963 gegründeten Projekt MAC (ursprünglich für Mathematics and Computation) hatte, in dem unter anderem die ersten Time-Sharing-Systeme entwickelt wurden. 1970 gliederte sich die AI-Gruppe unter Marvin Minsky im AI Lab aus, der Rest bildete das Laboratory of Computer Science (LCS).
Sie beherbergen auch das World Wide Web Consortium (W3C).

## Direktoren
Project MAC:
- 1963–1968 Robert Fano
- 1968–1971 J. C. R. Licklider
- 1971–1974 Edward Fredkin
- 1974–1975 Michael Dertouzos

AI Lab:
- 1970–1972 Marvin Minsky
- 1972–1997 Patrick Winston
- 1997–2003 Rodney Brooks

LCS:
- 1975–2001 Michael Dertouzos
- 2001–2003 Victor Zue

CSAIL:
- 2003–2007 Rodney Brooks
- 2007–2011 Victor Zue
- 2011–2012 Anant Agarwal
- ab 2012 Daniela Rus